# Relevo da Rússia

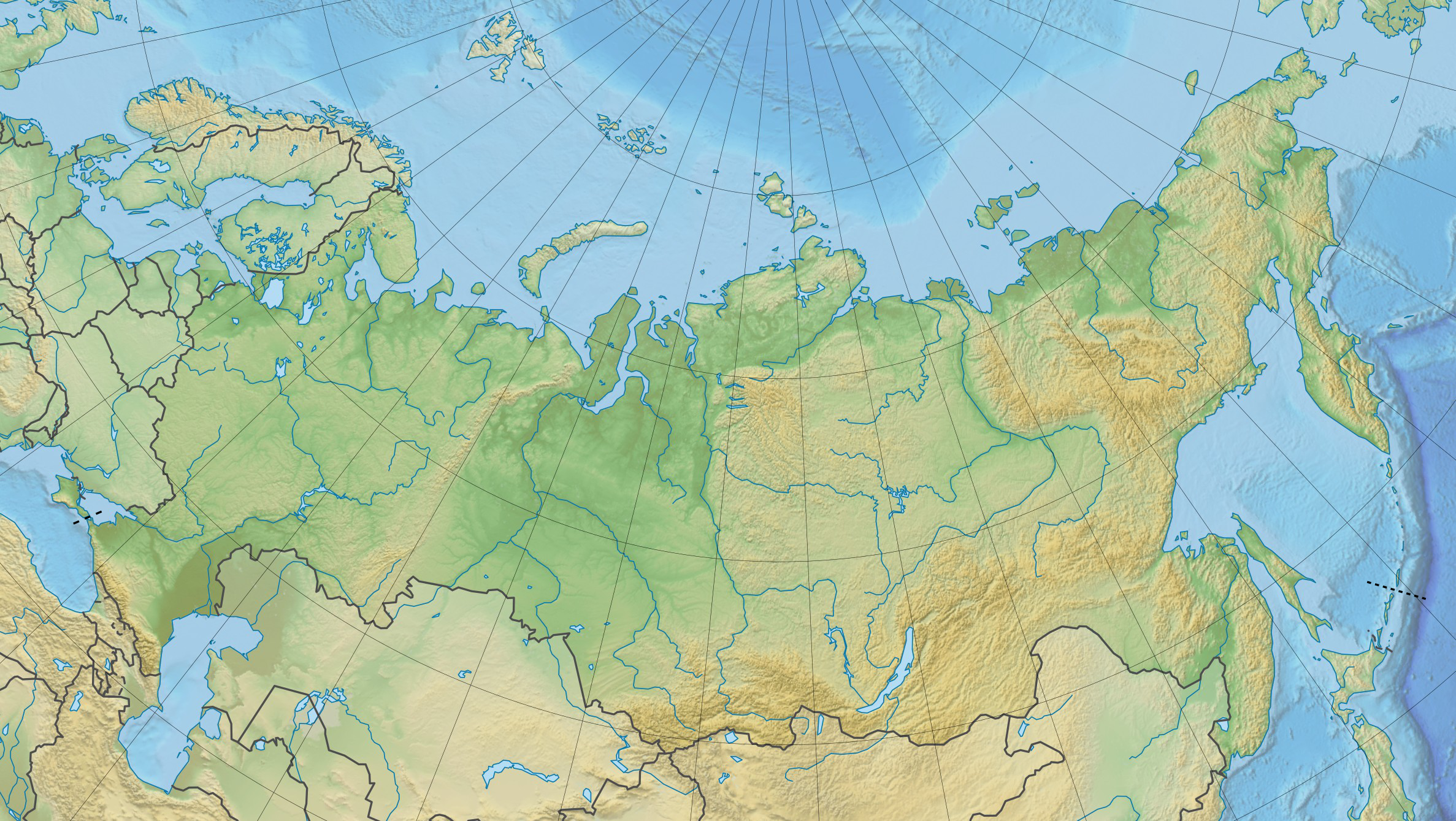
Relevo da Rússia

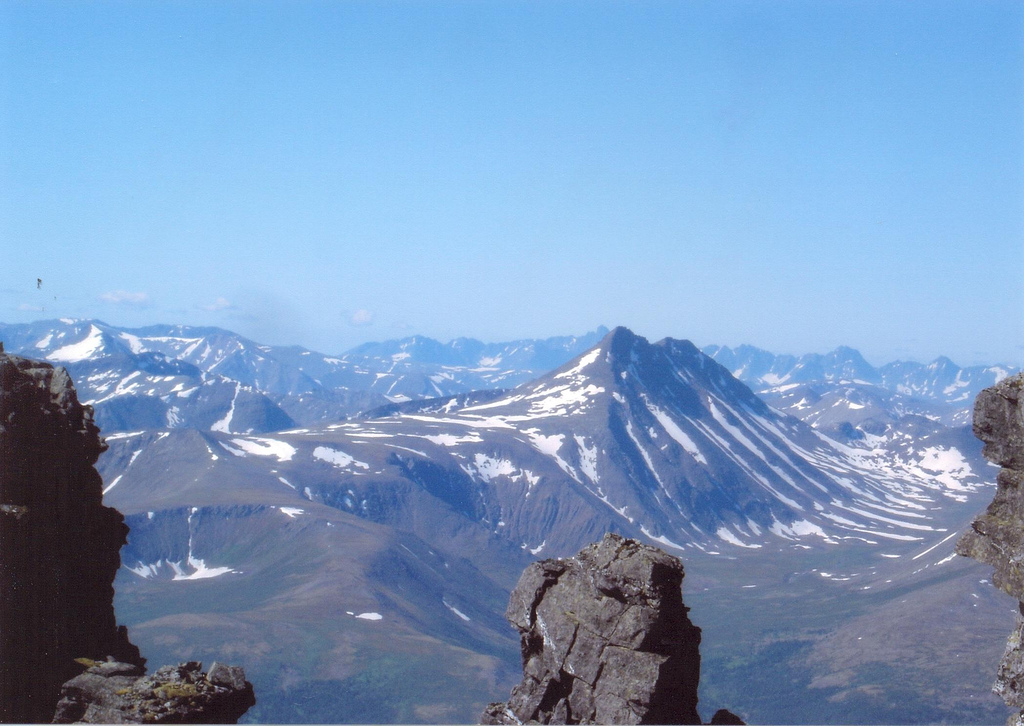
Montes Urais

O Relevo da Rússia é uma paisagem de extremos e diversidade, que reflete a vastidão e complexidade deste país único. Desde as vastas planícies siberianas até as montanhas majestosas do Cáucaso, o relevo russo desempenha um papel crucial na geografia, ecologia, economia e cultura da Rússia. Proteger e conservar essas paisagens é essencial para garantir um futuro sustentável e saudável para o país e suas populações.

## Tipos de relevo
O Relevo da Rússia é uma mistura fascinante de planícies vastas, montanhas imponentes, vastas estepes e vastas extensões de tundra ártica. Como o maior país do mundo em área terrestre, a Rússia abrange uma ampla variedade de paisagens e formações geológicas, cada uma influenciada por uma combinação de fatores geográficos, climáticos e tectônicos. Algumas das características mais proeminentes do relevo russo:
1. Planícies Siberianas e Planície Europeia Oriental: As vastas planícies da Sibéria e da Europa Oriental abrangem grande parte do território russo. Estas planícies são amplas e relativamente planas, cobertas por uma vegetação variada, incluindo florestas de coníferas, prados e pântanos. As planícies siberianas são atravessadas por grandes rios, como o Ob, Yenisei e Lena, que desempenham um papel vital na economia e transporte da região.
2. Montanhas dos Urais: Os Montes Urais formam uma divisão geográfica importante entre a Rússia europeia e a siberiana. Estas montanhas, que se estendem por cerca de 2.500 quilômetros de norte a sul, são uma fronteira natural entre a Europa e a Ásia. Embora não sejam tão altas quanto outras cadeias de montanhas do mundo, os Urais são ricos em minerais e desempenham um papel vital na economia russa.
3. Cadeia de Montanhas Caucasiana: Localizada no sul da Rússia, ao longo da fronteira com a Geórgia e o Azerbaijão, a Cordilheira do Cáucaso é uma cadeia montanhosa impressionante e diversificada. Esta região é o lar de montanhas majestosas, vales profundos e uma rica biodiversidade. O Monte Elbrus, o pico mais alto da Europa, com 5.642 metros de altitude, está localizado na Cordilheira do Cáucaso.
4. Tundras do Ártico e Regiões Permafrost: No extremo norte da Rússia, encontramos vastas extensões de tundra ártica e regiões de permafrost. Essas áreas são caracterizadas por um clima extremamente frio e uma vegetação rasteira adaptada ao frio, como musgos, líquens e pequenos arbustos. A tundra e o permafrost desempenham um papel crucial na regulação do clima global e no ciclo hidrológico.
5. Estepes da Sibéria e Planaltos da Mongólia: Ao sul da Sibéria, estendendo-se até a Ásia Central, encontramos vastas estepes e planaltos que se estendem por milhares de quilômetros. Estas áreas são caracterizadas por uma vegetação rasteira, gramíneas e arbustos resistentes à seca, e oferecem habitat para uma variedade de vida selvagem, incluindo antílopes, lebres e lobos.